# Centrumateljéerna

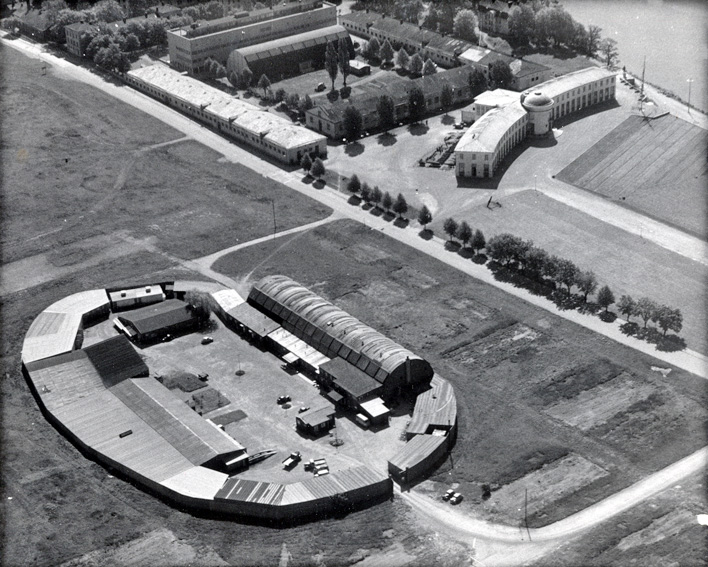
Centrumateljéerna på Gärdet.

Centrumateljéerna, eller Sandrewateljéerna, var filmateljéer som låg på Gärdet i Stockholm. De var i bruk under tjugo år, 1940–1960.

## Historik
Vid Djurgårdsbrunnsvikens norra strand hölls ett s k lantbruksmöte i samband med Stockholmsutställningen 1930. Kreatur visades norr om Kavallerivägen (nuvarande Djurgårdsbrunnsvägen) i en visningsring som i folkmun kallades Kostadion. Ringen ägdes av ingenjör K.E. Berglund. Efter utställningen slut användes ringen för idrottsevenemang som en dirttrackbana för motorcyklar och som cykelvelodrom men han hyrde även ut den till boxningsevenemang och ryttartävlingar, vilket ledde till att den fr o m 1932 kallades för Allstadion. På området lät Berglund 1938 bygga en tennishall, uppdelad i två mindre hallar. Vid denna tid öppnade även Sjöhistoriska museet sin verksamhet söder om Kavallerivägen.
Efter att AB Centrumateljéerna bildats 1940 av Kinocentralen, Svensk Talfilm och några större biografkedjor i landsorten hyrde de en av Berglunds tennishallar för sin inspelningsverksamhet och sedan växte verksamheten till flera hallar. 1948 övertog Sandrews ateljéernas hyreskontrakt och spelade in omkring 140 filmer där fram till december 1960. I januari 1961 flyttade de till Filmstaden i Solna. Ateljéerna revs 1962.

## Filmer inspelade i Centrumateljéerna
- Ta hand om Ulla (Film AB Lux 1942)
- Brödernas kvinna (Film AB Lux 1943)
- I som här inträden (Kungsfilm 1945)
- Poker (1951)
- Ogift fader sökes (1953)
- Folket i fält (1953)
- Taxi 13 (1954)